# Arslan Khan
Arslan Khan Muhammad war ein Herrscher der Karachaniden-Dynastie.

## Leben
1102 eroberte der Seldschuke Ahmad Sandschar Transoxanien und verhalf Arslan Khan Muhammad, dessen Vater, Sulaiman b. Davud, mit der Tochter des Seldschuken Malik Shah verheiratet war, zur Macht.
Er war berühmt für seine städtebaulichen Aktivitäten: In seine Regierungszeit fallen der Bau des Kalon-Minaretts und die Versuche, Paikend zu restaurieren. 
Gegen Ende seines Lebens ernannte Arslan-khan seinen Sohn zu seinem Nachfolger, doch dieser wurde bei einer Verschwörung ermordet. In einem Versuch, den Aufruhr zu bewältigen, bat Arslan Khan Ahmad Sanjar um Hilfe, doch statt zu helfen, eroberte dieser Samarqand selbst. Arslan Khan wurde auf einer Bahre aus dem belagerten Samarkand herausgetragen und starb bald darauf.
| Personendaten    | Personendaten                              |
| ---------------- | ------------------------------------------ |
| NAME             | Khan, Arslan                               |
| ALTERNATIVNAMEN  | Khan Muhammad, Arslan (vollständiger Name) |
| KURZBESCHREIBUNG | Herrscher der Karachaniden-Dynastie        |
| GEBURTSDATUM     | 11. Jahrhundert                            |
| STERBEDATUM      | 12. Jahrhundert                            |